# Trent Franks
Harold Trent Franks (Uravan, 19 giugno 1957) è un politico statunitense, membro della Camera dei Rappresentanti per lo stato dell'Arizona dal 2003 al 2017.

## Biografia
Nato nel Colorado, Franks era affetto da cheiloschisi congenita. Dopo aver vissuto per qualche tempo nel Texas, si trasferì definitivamente in Arizona, dove diresse una piccola impresa per oltre venticinque anni.
Nel 1984 venne eletto all'interno della legislatura statale dell'Arizona, ma dopo solo un mandato venne sconfitto nel tentativo di rielezione. Dopo questa sconfitta, Franks si dedicò alla politica a livello locale, finché nel 2002 venne eletto alla Camera dei Rappresentanti. Da allora venne riconfermato per altri sette mandati con elevate percentuali di voto.
Franks è considerato uno dei membri più conservatori del Congresso. Sposato dal 1980 con Josephine, nel 2008 è divenuto padre di due gemelli grazie ad una madre surrogato.
Nel 2017 rassegnò le sue dimissioni in seguito ad uno scandalo che l'aveva coinvolto: fu infatti accusato di molestie da alcune collaboratrici per una discussione sulla maternità surrogata.